# Neferkare Cheti III.
Neferkare Cheti III. (Nefer-ka-Re Cheti III.) war ein altägyptischer König (Pharao) der 9. Dynastie (Erste Zwischenzeit).

## Belege
Nach dem Königspapyrus Turin (4.23) heißt auch der 6. Pharao der 9. Dynastie Cheti mit dem Thronnamen Nefer-ka-Re. Deshalb sollte er mit dem bei Manetho mit Achtoes III. bezeichneten Herrscher identisch sein.
Unvollständig sind die Namen der folgenden Herrscher auf dem Königspapyrus Turin erhalten:
- (4.24) Mrj-…-(Re) Cheti
- (4.25) Schd…
- (4.26) Hu…[1]

Die Namen der Pharaonen 10 bis 18 sind ganz verloren.